# Louis Piré
Pour les articles homonymes, voir Piré.
Louis Alexandre Henri Joseph Piré né le 3 mars 1827 à Bruxelles et mort le 16 juillet 1887 à Ixelles, est un botaniste belge. Il fut secrétaire et président de la Société royale de botanique de Belgique, professeur d’histoire naturelle à l'Athénée royal de Bruxelles, membre de la Société royale linnéenne et rédacteur en chef du bulletin de cette société.

## Biographie
Né le 3 mars 1827 à Bruxelles, Louis Piré est le fils de Joseph Piré, un instituteur né en 1778 qui fut par la suite directeur d'une institution d'enseignement mutuel et de Thérèse Deblock.
Initialement de formation et d'inclination littéraire, il exerce d'abord, comme son père, le métier d'instituteur avant de devenir enseignant à l'Athénée royal, d'abord dans les petites classes, puis professeur de zoologie et de botanique.
Il épouse Adèle Dautzenberg, fille de Johan Michiel Dautzenberg et sœur aînée de Philippe Dautzenberg. De cette union naissent un fils et trois filles, dont Marie Piré, épouse du bryologue Jules Cardot.
En 1862, il participe à la fondation de la Société royale de botanique de Belgique et en devient secrétaire, poste qu'il occupe jusqu'en 1867, et contribue activement au Bulletin de la société.
Ses recherches contribuent à relancer l'étude de la botanique en Belgique et en particulier de la bryologie.
Il meurt en 1887 des suites d'une opération.

## Œuvres
- Légendes et traditions de la Belgique. Traduites librement du texte allemand de Marie de Ploennies. Cologne, 1848.
- Recueil de chants notés. Nivelles, 1849; (en collaboration avec T. Braun).
- De Wissélbrief, blyapel in drie bedryven door August Schrader, vertaeld door P***, Bruxelles.
- Flore analytique du centre de la Belgique (avec Félix Muller), Victor Devaux et Cie, Bruxelles,1866[5].
- Revue des mousses acrocarpes de la flore belge, C. Annoot-Braeckman, Gand, 1869[6].
- Les sphaignes de la flore de Belgique (1867).
- Les muscinées des environs de Spa (1885), en collaboration avec Jules Cardot.
- Opuscules de botanique. II: Notice sur l'Alsine pallida Dmtr. (Bulletins de la Société royale de botanique de Belgique, tome II, n. 1)
- Opuscules de botanique. III: Deuxième herborisation de la Société royale de botanique de Belgique (Bulletins de la Société royale de botanique de Belgique, tome II, n. 3, Juin 1863)
- Opuscules de botanique. IV: Troisième herborisation de la Société royale de botanique de Belgique (Bulletins de la Société royale de botanique de Belgique, tome III, n. 3, Juillet 1864)
- Biographie de Charles Linné, 1872[7]